# محمد باژدارویچ
محمد باژدارویچ (انگلیسی: Mehmed Baždarević؛ زادهٔ ۲۸ سپتامبر ۱۹۶۰) مربی فوتبال اهل یوگسلاوی است.
از باشگاه‌هایی که در آن بازی کرده است می‌توان به سوشو، باشگاه فوتبال ژلیزنیچار سارایوو اشاره کرد.
وی همچنین در تیم ملی فوتبال یوگسلاوی تیم ملی فوتبال بوسنی و هرزگوین بازی کرده است.
وی در مسابقات کشوری و بین‌المللی در مجموع برندهٔ ۱ مدال برنز شده است.